# Tezepelumab
Tezepelumab ist ein Arzneistoff aus der Gruppe der monoklonalen Antikörper. Unter dem Namen Tezspire (AstraZeneca / Amgen) wurde er im Dezember 2021 in den USA und im September 2022 in der EU zugelassen zur ergänzenden Erhaltungstherapie zur Linderung von schwerem, unkontrolliertem Asthma bronchiale bei Patienten ab 12 Jahren.
Die Anwendung erfolgt als subkutane Injektion (in das Unterhautfettgewebe).

## Eigenschaften
Tezepelumab ist humaner monoklonaler Antikörper vom Typ IgG2λ (Immunglobulin G2λ), der in Ovarialzellen des chinesischen Hamsters (CHO-Zellen) durch rekombinante DNA-Technologie hergestellt wird. Er hat eine molare Masse von etwa 148 kDa.
Tezepelumab  wirkt als Inhibitor des Thymic stromal lymphopoietin (TSLP). Dieses Zytokin wird hauptsächlich aus Epithelzellen ausgeschüttet und spielt eine Rolle in einer bereits frühen Stufe in der Entzündungskaskade etwa bei Asthma bronchiale, atopischer Dermatitis und anderen entzündlichen Erkrankungen. Durch Bindung an TSLP wird ein Rückgang der Konzentrationen von eosinophilen Granulozyten im Blut, submukösen Eosinophilen in den Atemwegen, IgE, IL-5 und IL-13 sowie des fraktionierten exhalierten Stickstoffmonoxids (FeNO) bewirkt, die im Entzündungsgeschehen des Asthma bronchiale von Bedeutung sind. Der genaue Wirkungsmechanismus ist nicht geklärt.

## Nebenwirkungen
Als häufigste unerwünschte Wirkungen wurden Rachenentzündung (Pharyngitis), Gelenk- und Rückenschmerzen beobachtet.

## Klinische Prüfung
Die Zulassung beruht auf den Ergebnissen der beiden klinischen Studien NAVIGATOR und PATHWAY, in denen Teilnehmer mit schwerem Asthma bronchiale einmal alle vier Wochen entweder Tezepelumab oder Placebo subkutan über insgesamt 52 Wochen erhielten. Teilnehmer, die Tezepelumab  bekamen, hatten eine signifikante Verringerung der annualisierten (d. h. auf ein Jahr bezogenen) Rate von Asthmaanfällen im Vergleich zu Placebo. Darüber hinaus gab es bei den mit Tezepelumab  behandelten Teilnehmern im Vergleich zu Placebo weniger Asthmaanfälle, die einen Besuch in der Notaufnahme und/oder einen Krankenhausaufenthalt erforderten.